# インガ・ダム

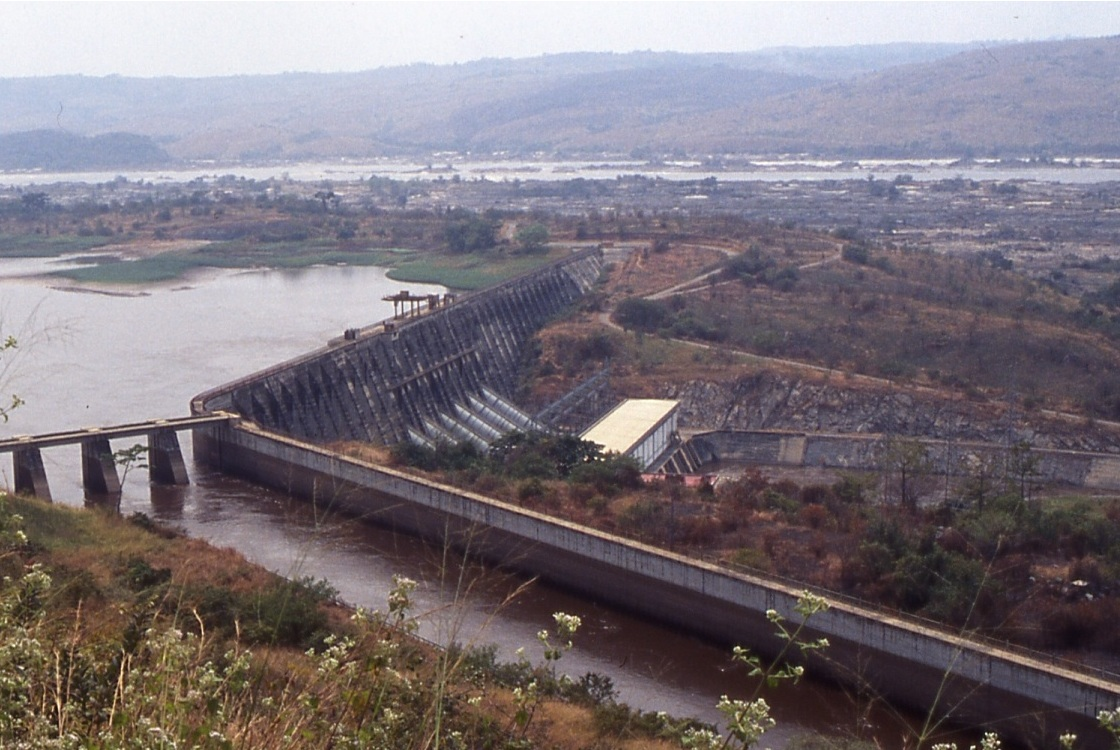
インガ・ダム

インガ・ダム計画（2006年）

インガ3及びグランド・インガ計画（2006年）

インガ・ダム（Inga Dam）は、コンゴ民主共和国にあるダム。コンゴ川下流のいわゆるリヴィングストン滝地域に位置し、マタディから上流に40km、キンシャサからは下流に390kmの地点にある。コンゴ最大の水力発電所があり、首都キンシャサの電力をこのダムのみでまかなっている。

## 計画
インガ・ダムは3つのダムの複合計画として立案された。まずコンゴ川本流から分かれた支流・ンココロ谷（標高125m）がコンゴ川に再び合流する地点にインガ1ダム（落差55m）を、そのまた支流にインガ2ダム（落差60m）を建設する。両ダムあわせて1424メガワットの発電量が見込まれる。ここまでが第一段階である。さらにンココロ谷からコンゴ川本流に水路を掘削し、そこに発電所を建設するのがインガ3ダム（落差65m）計画であった。
さらに、コンゴ川本流に200mの高さのダムを建設して流路を変え、本流に平行する涸れ谷に水を満たし、再びコンゴ川本流に戻る標高45mの地点にダムを建設し、落差155mを得る巨大プロジェクト、グランド・インガ計画も想定されていた。
インガ1ダム及びインガ2ダムはモブツ・セセ・セコ時代のザイールで1974年に完成したが、インガ3ダムはコンゴの政治的経済的混乱のため現在に至るまで着工されていない。しかし、完成すれば4500メガワットの発電量が見込めるため、南アフリカやボツワナなどの南部アフリカ諸国によって計画が推進されている。グランド・インガ計画は2004年に計画が再始動した（後述）。

## 歴史
インガにはもともとインガ滝という滝があり、12km流れる間に96mも高度を下げる。そのためこの地は激流渦巻く難所として知られ、もちろん船の航行もできないため、ヘンリー・モートン・スタンリーが探検に成功するまで400年近くヨーロッパ人の侵入を阻んできた。
ベルギーがこの地域を植民地化し、マタディ・キンシャサ鉄道の建設で河川に代わる輸送手段が確保されると、ベルギーはこの地域での発電の可能性に着目した。コンゴ川は熱帯雨林を流れ、しかも赤道直下の多雨地帯に流域が位置するため一年中ほぼ変わらない膨大な流量がある。そしてインガの地形と落差から、この地にダムを建設すれば巨大な発電量を得ることができると計算された。
1920年代には調査が始まり、第二次世界大戦で一時中断したものの、1957年には建設計画が具体化し、建設に向けた調査が始まった。1960年のコンゴ独立により計画は一時中断したが、コンゴ動乱を最終的に勝ち残ったモブツ・セセ・セコの政権のもと、1966年に工事が始まり、1974年にインガ1及びインガ2の発電所が完成した。
しかし、ここで発電された電力を使用するプロジェクトはコンゴ川河口の製鉄所建設などほぼすべて挫折し、巨大な発電能力を誇りながらもその能力を十全に生かすことはできなかった。代わりにカタンガ州の銅鉱山や精錬工場で電力を使用するため、インガからカタンガ州のコルヴェジにある変電所まで世界最長の送電線が建設され、1982年に送電が開始されたものの、送電線の建設費用がかさみ、発電所自体の建設費を大幅に上回った。

## 現状
インガ1,2ダムは現在でも稼動しており、首都の貴重な電力供給源となっている。しかし、コンゴ国内の長年にわたる混乱の結果、補修や維持に問題が発生しており、計画上の数値の約40%、700メガワットの発電しか行われていない。さらに、施設の老朽化の問題に直面している。カタンガの精錬工場でも近隣にある水力や火力発電所の安価な電力を主に使用し、インガからの電力は送電量の3分の1しか使用されていない。
コンゴ国内は送電線が非常に不足しており、これほどの規模の発電所を持つにもかかわらず国内のほとんどの地域に電力が届いていない。上記のインガ－コルヴェジ線の直下にあるカナンガやキクウィトなどの大都市ですら、インガからの電力は供給されていない。しかもコンゴ政府がインフラストラクチャー整備を怠り、電力供給の維持に積極的ではないため、インガから電力の届いているはずのキンシャサ市内でさえ停電が日常茶飯事となっている状況である。1997年には、当時のローラン・カビラ大統領に反乱を起こしたコンゴ民主主義運動軍がインガを占拠し、キンシャサへの電力供給が完全に断たれる事件も起きた。
インガ－コルヴェジ送電線はアフリカ南部諸国の送電線とつながっており、理論上はケープタウンまで電力を送ることができる。そのため、近年の平和の到来や復興で電力の不足気味であるアフリカ南部諸国がインガの復興と拡張に積極的な姿勢を示している。特に積極的なのは南アフリカ電力公社（ESCOM）である。南アフリカは電力不足が慢性化しており、2008年には鉱山に対する電力制限を実施し金相場の混乱を招いたこともある。この電力不足は2015年まで続く見込みのため、ESCOMは電力の確保に躍起となっている。
2004年には南アフリカをはじめとしてボツワナやナミビア、アンゴラ、そしてコンゴ民主共和国がグランドインガダムの事業化計画化を目指すというウェスタン・パワー・コリドー計画を発表。総工費は800億ドルにのぼると見られている。この計画で発電できるのは44,000メガワットに及び、アフリカ南部の電力需要を完全に満たすことができると考えられている。
2018年にジョセフ・カビラ大統領は中国とスペインのコンソーシアムとグランドインガダムの建設契約を結んだ。

## 参考資料
- 「図説アフリカ経済」（平野克己著、日本評論社、2002年）
- 「モブツ・セセ・セコ物語」（井上信一著、新風社、2007年）